# Primarias del Partido Republicano de 2012 en Misisipi
Las Primarias del Partido Republicano de 2012 en Misisipi se hicieron el 13 de marzo de 2012. Las Primarias del Partido Republicano fueron unas Primarias, con 40 delegados para elegir al candidato del partido Republicano para las elecciones presidenciales de Estados Unidos de 2012.  En el estado de Misisipi estaban en disputa 40 delegados.

## Elecciones

### Resultados
| Primarias del Partido Republicano de Misisipi de 2012 | Primarias del Partido Republicano de Misisipi de 2012 | Primarias del Partido Republicano de Misisipi de 2012 | Primarias del Partido Republicano de Misisipi de 2012 | Primarias del Partido Republicano de Misisipi de 2012 |
| Candidato                                             | Votos                                                 | Porcentaje                                            | Delegados                                             |                                                       |
| ----------------------------------------------------- | ----------------------------------------------------- | ----------------------------------------------------- | ----------------------------------------------------- | ----------------------------------------------------- |
| Rick Santorum                                         | 94,981                                                | 32.76%                                                | 13                                                    |                                                       |
| Newt Gingrich                                         | 90,409                                                | 31.18%                                                | 12                                                    |                                                       |
| Mitt Romney                                           | 88,715                                                | 30.60%                                                | 12                                                    |                                                       |
| Ron Paul                                              | 12,749                                                | 4.40%                                                 | 0                                                     |                                                       |
| Rick Perry                                            | 1,337                                                 | 0.46%                                                 | 0                                                     |                                                       |
| Michele Bachmann                                      | 954                                                   | 0.33%                                                 | 0                                                     |                                                       |
| Jon Huntsman, Jr.                                     | 409                                                   | 0.14%                                                 | 0                                                     |                                                       |
| Gary Johnson                                          | 381                                                   | 0.13%                                                 | 0                                                     |                                                       |
| Delegados no proyectados:                             | Delegados no proyectados:                             | Delegados no proyectados:                             | 3                                                     |                                                       |
| Total:                                                | 289,935                                               | 100%                                                  | 40                                                    |                                                       |

| Clave: | Retirado antes de la contienda |